# Diacilglicerol cinasa tipo 2
Las diacilglicerol cinasas tipo 2 (EC 2.7.1.107) son enzimas que catalizan la conversión de diacilglicerol (DAG) a ácido fosfatídico (PA) utilizando ATP como fuente de fosfato.
1,2-diacilglicerol + ATP {\displaystyle \rightleftharpoons } 1,2-diacilglicerol-3-fosfato + ADP
Los genes de las diacilglicerol cinasas tipo 2 presentes en el ser humano son: DGKD, DGKH y DGKK. Este tipo de diacilglicerol cinasas se caracteriza por la presencia de un dominio homólogo a la pleckstrina.

## DGKD
La DGKD puede funcionar como molécula señalizadora. En el ser humano se conocen dos isoformas de esta isozima: isoforma 1 e isoforma 2. La isoforma 2 puede que participe en el crecimiento de la célula, en la tumorigénesis y en la endocitosis dependiente de la clatrina. La enzima es parcialmente inhibida por la fosfatidilserina. Las dos isoformas son capaces de formar estructuras homo- y hetero-oligoméricas (como mínimo tetrámeros). La isoforma 2 interacciona con AP2A2. La isoforma 2 se localiza en el citoplasma y la isoforma 1 se localiza en la membrana periférica. La isoforma 2 se expresa en muchos tejidos incluidos los tumorales. La isoforma 1 se expresa en los ovarios, bazo y algunas células derivadas de tumores.

## DGKH
En el ser humano se conocen tres isoformas de la DGKH: isoforma 1, isoforma 2 e isoforma 3. La isoforma 1 forma homo-oligómeros a través de un dominio SAM. La isoforma 1 también es capaz de formar hetero-oligómeros con las isoformas de la DGKD que contengan un dominio SAM. La oligomerización de la isoforma 1 inhibe su actividad catalítica.
Se localiza en el citoplasma, pero se translocaliza desde el citoplasma a los endosomas en respuesta a los estímulos de estrés. La isoforma 2 se relocaliza rápidamente al citoplasma una vez se han eliminado los estímulos de estrés, mientras que la isoforma 1 exhibe una asociación endosomal sostenida. La isoforma 2 se expresa en muchos tejidos. La isoforma 1 se expresa solamente en los testículos, riñones y colon.

## DGKK
La DGKK es inhibida por el agua oxigenada. No forma homo-oligómeros. Se localiza en el citoplasma y en la membrana. Es expresada en los testículos y en menor medida en la placenta.